# Liste des albums musicaux numéro un au Billboard 200 en 1976
Cette page liste les albums musicaux ayant eu le plus de succès au cours de l'année 1976 aux États-Unis d'après le magazine Billboard.

## Historique
| Date         | Artiste(s)         | Titre                               | Référence |
| ------------ | ------------------ | ----------------------------------- | --------- |
| 3 janvier    | Chicago            | Chicago IX: Chicago's Greatest Hits |           |
| 10 janvier   | Chicago            | Chicago IX: Chicago's Greatest Hits |           |
| 17 janvier   | Earth, Wind & Fire | Gratitude                           |           |
| 24 janvier   | Earth, Wind & Fire | Gratitude                           |           |
| 31 janvier   | Earth, Wind & Fire | Gratitude                           |           |
| 7 février    | Bob Dylan          | Desire                              |           |
| 14 février   | Bob Dylan          | Desire                              |           |
| 21 février   | Bob Dylan          | Desire                              |           |
| 28 février   | Bob Dylan          | Desire                              |           |
| 6 mars       | Bob Dylan          | Desire                              |           |
| 13 mars      | Eagles             | Their Greatest Hits (1971–1975)     |           |
| 20 mars      | Eagles             | Their Greatest Hits (1971–1975)     |           |
| 27 mars      | Eagles             | Their Greatest Hits (1971–1975)     |           |
| 3 avril      | Eagles             | Their Greatest Hits (1971–1975)     |           |
| 10 avril     | Peter Frampton     | Frampton Comes Alive!               |           |
| 17 avril     | Eagles             | Their Greatest Hits (1971–1975)     |           |
| 24 avril     | Wings              | Wings at the Speed of Sound         |           |
| 1er mai      | Led Zeppelin       | Presence                            |           |
| 8 mai        | Led Zeppelin       | Presence                            |           |
| 15 mai       | The Rolling Stones | Black and Blue                      |           |
| 22 mai       | The Rolling Stones | Black and Blue                      |           |
| 29 mai       | Wings              | Wings at the Speed of Sound         |           |
| 5 juin       | The Rolling Stones | Black and Blue                      |           |
| 12 juin      | The Rolling Stones | Black and Blue                      |           |
| 19 juin      | Wings              | Wings at the Speed of Sound         |           |
| 26 juin      | Wings              | Wings at the Speed of Sound         |           |
| 3 juillet    | Wings              | Wings at the Speed of Sound         |           |
| 10 juillet   | Wings              | Wings at the Speed of Sound         |           |
| 17 juillet   | Wings              | Wings at the Speed of Sound         |           |
| 24 juillet   | Peter Frampton     | Frampton Comes Alive!               |           |
| 31 juillet   | George Benson      | Breezin'                            |           |
| 7 août       | George Benson      | Breezin'                            |           |
| 14 août      | Peter Frampton     | Frampton Comes Alive!               |           |
| 21 août      | Peter Frampton     | Frampton Comes Alive!               |           |
| 29 août      | Peter Frampton     | Frampton Comes Alive!               |           |
| 4 septembre  | Fleetwood Mac      | Fleetwood Mac                       |           |
| 11 septembre | Peter Frampton     | Frampton Comes Alive!               |           |
| 18 septembre | Peter Frampton     | Frampton Comes Alive!               |           |
| 25 septembre | Peter Frampton     | Frampton Comes Alive!               |           |
| 2 octobre    | Peter Frampton     | Frampton Comes Alive!               |           |
| 9 octobre    | Peter Frampton     | Frampton Comes Alive!               |           |
| 16 octobre   | Stevie Wonder      | Songs in the Key of Life            |           |
| 23 octobre   | Stevie Wonder      | Songs in the Key of Life            |           |
| 30 octobre   | Stevie Wonder      | Songs in the Key of Life            |           |
| 6 novembre   | Stevie Wonder      | Songs in the Key of Life            |           |
| 13 novembre  | Stevie Wonder      | Songs in the Key of Life            |           |
| 20 novembre  | Stevie Wonder      | Songs in the Key of Life            |           |
| 27 novembre  | Stevie Wonder      | Songs in the Key of Life            |           |
| 4 décembre   | Stevie Wonder      | Songs in the Key of Life            |           |
| 11 décembre  | Stevie Wonder      | Songs in the Key of Life            |           |
| 18 décembre  | Stevie Wonder      | Songs in the Key of Life            |           |
| 25 décembre  | Stevie Wonder      | Songs in the Key of Life            |           |